# Australia en los Juegos Olímpicos de Atenas 2004
Australia estuvo representada en los Juegos Olímpicos de Atenas 2004 por un total de 470 deportistas que compitieron en 33 deportes.  
El portador de la bandera en la ceremonia de apertura fue el regatista Colin Beashel.

## Medallistas
El equipo olímpico australiano obtuvo las siguientes medallas:
| Nombre | Deporte             | Competición                        |
| --- | ------------------- | ---------------------------------- |
| Oro |                     |                                    |
| Anna Meares | Ciclismo en pista   | Contrarreloj F                     |
| Ryan Bayley | Ciclismo en pista   | Velocidad ind. M                   |
| Ryan Bayley | Ciclismo en pista   | Keirin M                           |
| Graeme Brown Stuart O'Grady | Ciclismo en pista   | Madison M                          |
| Graeme Brown Brett Lancaster Bradley McGee Luke Roberts                                                                                  | Ciclismo en pista   | Persecución por eqs. M             |
| Sara Carrigan | Ciclismo en ruta    | Ruta F                             |
| Equipo | Hockey sobre hierba | Torneo M                           |
| Jodie Henry | Natación            | 100 m libre F                      |
| Ian Thorpe | Natación            | 200 m libre M                      |
| Ian Thorpe | Natación            | 400 m libre M                      |
| Grant Hackett | Natación            | 1500 m libre M                     |
| Petria Thomas | Natación            | 100 m mariposa F                   |
| Alice Mills Lisbeth Lenton Petria Thomas Jodie Henry                                                                                     | Natación            | 4 × 100 m libre F                  |
| Giaan Rooney Leisel Jones Petria Thomas Jodie Henry                                                                                      | Natación            | 4 × 100 m estilos F                |
| Drew Ginn James Tomkins | Remo                | Dos sin timonel (M2-) M            |
| Chantelle Newbery | Saltos              | Plataforma 10 m F                  |
| Suzanne Balogh | Tiro                | Foso F                             |
| Plata |                     |                                    |
| John Steffensen Mark Ormrod Patrick Dwyer Clinton Hill                                                                                   | Atletismo           | 4 × 400 m M                        |
| Equipo | Baloncesto          | Torneo F                           |
| Equipo | Béisbol             | Torneo M                           |
| Katie Mactier | Ciclismo en pista   | Persecución ind. F                 |
| Bradley McGee | Ciclismo en pista   | Persecución ind. M                 |
| Grant Hackett | Natación            | 400 m libre M                      |
| Brooke Hanson | Natación            | 100 m braza M                      |
| Leisel Jones | Natación            | 200 m braza F                      |
| Petria Thomas | Natación            | 200 mariposa F                     |
| Grant Hackett Michael Klim Nicholas Sprenger Ian Thorpe                                                                                  | Natación            | 4 × 200 m libre M                  |
| Nathan Baggaley | Piragüismo          | K1 500 m M                         |
| Nathan Baggaley Clint Robinson | Piragüismo          | K2 500 m M                         |
| Glen Loftus Anthony Edwards Benjamin Cureton Simon Burgess                                                                               | Remo                | Cuatro sin timonel ligero (LM4-) M |
| Mathew Helm | Saltos              | Plataforma 10 m M                  |
| Equipo | Sóftbol             | Torneo F                           |
| Loretta Harrop | Triatlón            | Individual F                       |
| Bronce |                     |                                    |
| Jane Saville | Atletismo           | 20 km marcha F                     |
| Nathan Deakes | Atletismo           | 20 km marcha M                     |
| Shane Kelly | Ciclismo en pista   | Keirin M                           |
| Anna Meares | Ciclismo en pista   | Velocidad ind. F                   |
| Michael Rogers | Ciclismo en ruta    | Contrarreloj M                     |
| Lisbeth Lenton | Natación            | 50 m libre F                       |
| Ian Thorpe | Natación            | 100 m libre M                      |
| Leisel Jones | Natación            | 100 m braza F                      |
| Dana Faletic Rebecca Sattin Amber Bradley Kerry Hore                                                                                     | Remo                | Cuatro scull (W4x) F               |
| Stefan Szczurowski Stuart Reside Stuart Welch James Stewart Geoffrey Stewart Boden Hanson Michael McKay Stephen Stewart Michael Toon (t) | Remo                | Ocho con timonel (M8+) M           |
| Loudy Tourky | Saltos              | Plataforma 10 m F                  |
| Mathew Helm Robert Newbery | Saltos              | Plataforma 10 m sincronizada M     |
| Robert Newbery Steven Barnett | Saltos              | Trampolín 3 m sincronizado M       |
| Irina Lashko Chantelle Newbery | Saltos              | Trampolín 3 m sincronizado F       |
| Alicia Molik | Tenis               | Individual F                       |
| Adam Vella | Tiro                | Foso M                             |
| Tim Cuddihy | Tiro con arco       | Individual M                       |